# والتر ميشيل (عالم نفس)
والتر ميشيل (22 فبراير 1930 - 12 سبتمبر 2018) (بالإنجليزية: Walter Mischel)‏ عالم نفس أمريكي من أصل نمساوي، متخصص في علم نفس الشخصية وعلم النفس الاجتماعي. وهو معروف بإجرائه لتجربة مارشميلو ستانفورد. شغل مقعد روبرت جونستون نيفين أستاذاً للعلوم الإنسانية في قسم علم النفس بجامعة كولومبيا. صُنف ميشيل في المركز الخامس والعشرين لأكثر علماء النفس المُستشهد بهم في القرن العشرين في دراسة بحثية لعلم النفس العام نُشرت في عام 2002.

## مطلع حياته
ولد ميشيل في 22 فبراير 1930 في فيينا بالنمسا لأبويه سالومون ميشيل ولولا ليا شريك. فرت عائلته اليهودية معه إلى الولايات المتحدة عندما كان عمره 8 سنوات بعد الاحتلال النازي في عام 1938. نشأ ميشيل وترعرع في حي بروكلين بنيويورك حيث التحق بجامعة نيويورك وحصل على درجة البكالوريوس (1951) ودرجة الماجستير (1953). تابع دراسته تحت إشراف جورج كيلي وجوليان روتير في جامعة ولاية أوهايو حيث حصل على درجة الدكتوراه في علم النفس السريري عام 1956. أمضى معظم حياته المهنية في دراسة الإرضاء المتأخر ونتائج حياة أولئك الذين تمكنوا من الحفاظ على ضبط النفس خلال الدراسة البحثية.

## حياته المهنية
درس ميشيل في جامعة كولورادو من 1956 إلى 1958، وفي جامعة هارفرد من 1958 إلى 1962، وفي جامعة ستانفورد من 1962 إلى 1983. كان ميشيل جزءاً من قسم علم النفس في جامعة كولومبيا منذ عام 1983.
انتُخب ميشيل للأكاديمية الوطنية للعلوم في عام 2004 وفي الأكاديمية الأمريكية للفنون والعلوم في عام 1991، وانتُخب رئيسًا لجمعية العلوم النفسية في عام 2007. تشمل جوائز ميشيل الأخرى جائزة المساهمة العلمية المتميزة من الجمعية الأمريكية لعلم النفس، وجائزة العالم المتميز لجمعية علماء النفس الاجتماعيين التجريبيين، وجائزة المساهمات المتميزة في نظرية الشخصية من جمعية علماء النفس الاجتماعي والشخصي، وجائزة العالم المتميز من قسم علم النفس السريري للجمعية الأمريكية لعلم النفس. كان رئيس تحرير مجلة دورية علم النفس، وكان رئيسًا لجمعية علم النفس الأمريكية، شعبة علم النفس الاجتماعي والشخصي، ورابطة الأبحاث في نظرية الشخصية.
حصل ميشيل على جائزة جامعة لويزفيل جراويمير في علم النفس لعام 2011 لدراساته في ضبط النفس.

## مساهماته في نظرية الشخصية
نشر ميشيل كتابه المثير للجدل «الشخصية والتقييم» في عام 1968، الذي خلق أزمة في النموذج الفكري لعلم نفس الشخصية. تطرق الكتاب إلى مشكلة تقييم السمات التي حددها غوردون أولبورت عام 1937. وجد ميشيل أن الدراسات التجريبية فشلت في كثير من الأحيان في دعم الافتراض التقليدي الأساسي لنظرية الشخصية، وهو أن سلوك الفرد فيما يتعلق ببناء السمات المركبة (مثل الضمير والتواصل الاجتماعي) ظلت ثابتة للغاية خلال المواقف المختلفة. حذر ميشيل بدلاً من ذلك من أن سلوك الفرد يعتمد اعتمادًا كبيرًا على الإشارات الظرفية، بدلاً من التعبير عنه باستمرار عبر مواقف متنوعة تختلف في المعنى. أكد ميشيل على أن السلوك يتشكل إلى حد كبير طبقاً لضرورات موقف معين، وأن فكرة أن الأفراد يتصرفون بطرق ثابتة باستمرار خلال المواقف المختلفة التي تعكس تأثير سمات الشخصية الأساسية، هي مجرد خرافة.

### الموقف والسلوك
صرح ميشيل بأن مجال علم نفس الشخصية كان يبحث عن الثبات في السلوك في الأماكن الخاطئة. فبدلاً من التعامل مع اختلاف السلوك في المواقف على أنها خطأ في القياس، اقترح عمل ميشيل أنه من خلال تضمين الموقف كما يراه الفرد وتحليل سلوكه في سياقه الظرفي، سيُعثَر على الاتساق الذي يميز الفرد. جادل بأن هذه الفروق الفردية لن يعبَّر عنها في سلوك ثابت خلال المواقف، ولكن اقترح بدلاً من ذلك أن يُبحث عن الاتساق في أنماط مميزة ولكن ثابتة من نوعية (إذا-سوف) للعلاقات بين الموقف والسلوك الذي تشكل، ما يمكن أن يسمى بصمات شخصية ذات مغزى نفسي ومناسبة للسياق. فعلى سبيل المثال (يصدر الفرد السلوك س في الموقف أ، والفعل ص في الموقف ب).
رُصد هذه البصمات للشخصية في دراسة رصدية كبيرة للسلوك الاجتماعي خلال مواقف متعددة متكررة مع مرور الوقت. أظهرت بيانات الدراسة أن الأفراد الذين كانوا متشابهين في متوسط مستويات السلوك -على سبيل المثال في عدوانهم- اختلفوا على الرغم من ذلك بشكل متوقع وبشكل كبير في أنواع المواقف التي أظهروا فيها عدوانًا على النقيض من الافتراضات الكلاسيكية. فقد كانوا يتميزون بالبصمات السلوكية كما تنبأ ميشيل سابقاً. سمح هذا العمل بطريقة جديدة لتصور كل من استقرار السلوك وتغييره وتقييمهما (ينتج هذا السلوك عن نظام الشخصية الأساسية)، وسلط الضوء على العمليات الديناميكية داخل النظام نفسه.

### ضبط النفس
كان ميشيل رائداً في إلقاء الضوء على القدرة على تأخير الإشباع وممارسة ضبط النفس في مواجهة الضغوط الظرفية القوية والإغراءات المثيرة العاطفية ابتداءً من أواخر الستينيات وأوائل السبعينيات من القرن الماضي. وغالبًا ما يشار إلى دراساته مع الأطفال في مرحلة ما قبل المدرسة في أواخر الستينيات باسم «تجربة مارشميلو» التي درس فيها العمليات والآليات العقلية التي تمكن الطفل الصغير من التخلي عن الإشباع الفوري والانتظار بدلاً من ذلك للحصول على مكافأة أكبر مطلوبة ولكنها متأخرة. كان الاختبار بسيطًا: أعط الطفل خيارًا بين حلوى واحدة فورية أو أكثر من قطعة حلوة ولكن لاحقاً. فسيمنح بروكتور للطفل على سبيل المثال خيارًا لتناول قطعة مارشميلو على الفور أو الانتظار لمدة عشر دقائق وسيحصل عندئذ على قطعتي مارشميلو ليأكلهما. لا يجب إجراء الاختبار باستخدام الخطمى فقط على وجه التحديد. يمكن أن يتم ذلك باستخدام حلوى الاوريو، أو إم آند إم، أو غيرها من الحلوى المرغوب فيها. كما تابع ميشيل مع أولياء أمور الأطفال الذين أجروا الاختبار بعد سنوات، ووجد علاقة مذهلة بين هؤلاء الأطفال الذين واجهوا صعوبة في تأخير الإشباع ونتائجهم في الحياة بعد البلوغ. بالنسبة لأولئك الأطفال الذين واجهوا مشكلة في انتظار الحلوى اللذيذة، كانوا يميلون إلى الحصول على معدلات أعلى من السمنة ومستويات تحصيل دراسي أقل من المتوسط في وقت لاحق في الحياة. ولكن نظراءهم الذين كانوا قادرين على الانتظار لفترة أطول من أجل الحلوى، قد حققوا نتائج مختلفة في الطريق، بما في ذلك مؤشر كتلة الجسم السفلى ودرجات اختبار قياسية أعلى. ما يزال هناك تناقض صارخ عند دراسة الأطفال الذين ترعرعوا من قبل آباء تحت خط الفقر مقارنة بالأطفال الذين تلقوا تعليمهم الجامعي. فقد تناول عدد أكبر بكثير من الأطفال ذوي الدخل المنخفض الحلوى على الفور بالمقارنة مع نظرائهم الذين انتظروا.
الاستمرار في الدراسة مع هؤلاء المشاركين الأصليين لفحص كيفية ارتباط تأخير الإشباع والقدرة على ضبط النفس في مرحلة ما قبل المدرسة بالتطور على مدار الحياة والقدرة على التنبؤ بمجموعة متنوعة من النتائج المهمة -على سبيل المثال: درجات اختبار سات، والكفاءة الاجتماعية والمعرفية، والتحصيل التعليمي، وتعاطي المخدرات-، وإمكانية أن يكون لها آثار وقائية كبيرة ضد مجموعة متنوعة من نقاط الضعف المحتملة. أجرى والتر ميشيل أبحاثًا إضافية وتنبأ بأن اختبار المارشميلو يمكن أن يكون أيضًا اختبارًا للثقة. فالأطفال الذين ترعرعوا من قبل الوالدين الغائبين كانوا أقل عرضة لأن ينتظروا الحلوى التي ستُعطى لهم لاحقاً ربما لأنهم لم يثقوا في الشخص الغريب عندما أخبرهم أنهم سيحصلون على ضعف المكافأة إذا انتظروا. لقد وثقوا في غرائزهم وتصرفوا بناءً على شيء معين. يعتقد ميشيل بالإضافة إلى ذلك أن الأطفال الذين ينتظرون لديهم القدرة المتأصلة للوصول إلى أهدافهم وتحقيق توقعات إيجابية.